# عربی‌سازی

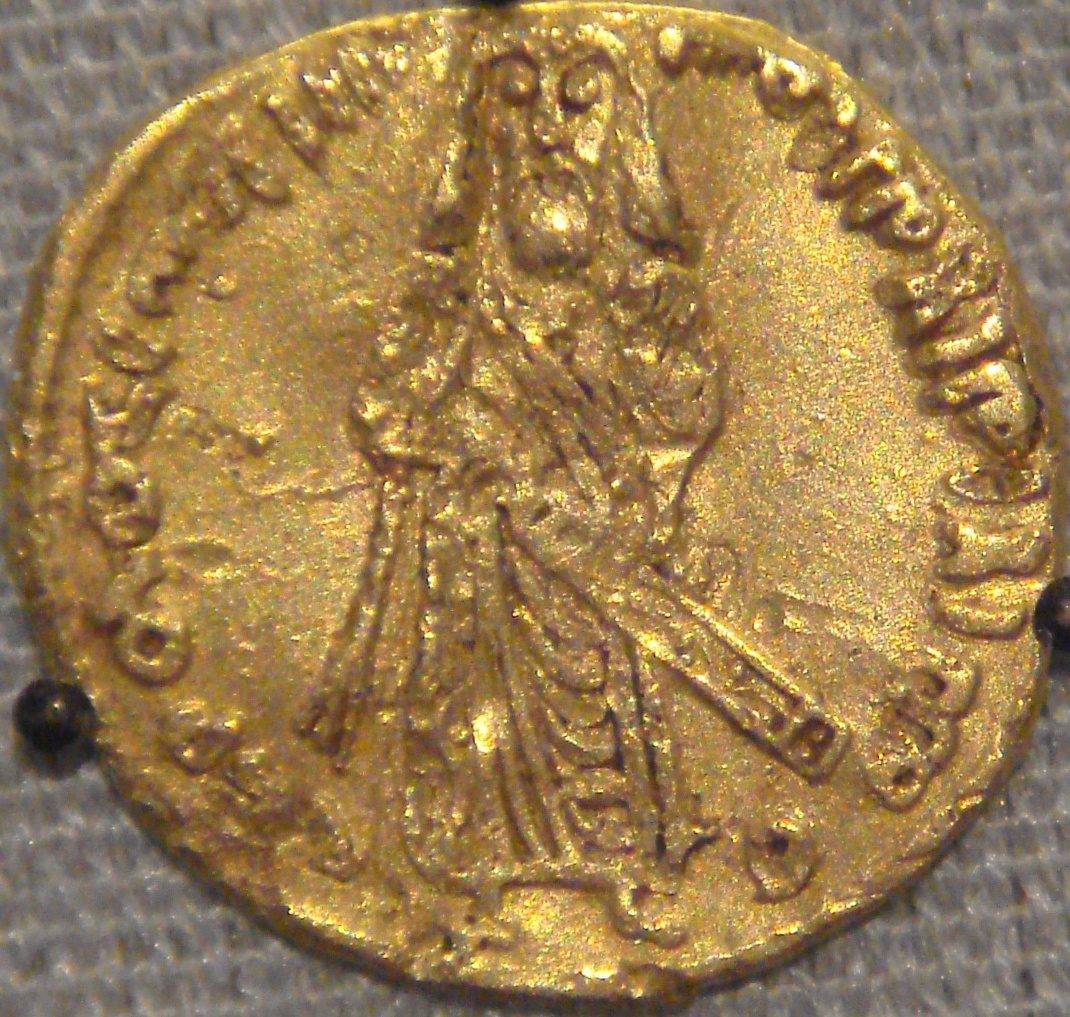
عبدالملک در ۶۸۶ زبان عربی را زبان رسمی خلافت اموی قرارداد.

کشورگشایی‌های عربی ۶۲۲ تا ۷۵۰ میلادی

عربی‌سازی (به انگلیسی: Arabization) عبارت است از کشورگشایی و مستعمره‌سازی مناطق غیر عربی و رشد نفوذ عربی در مردم غیر عرب که همراه با تغییر تدریجی زبان‌شان و مشارکت دادن آن افراد در فرهنگ و هویت عربی همراه است. به طور کلی عناصر با منشأ عرب به اشکال مختلف با عناصر مناطق فتح شده ترکیب می‌شدند و در نهایت اسم عرب را می‌گرفتند. عربی‌سازی نیز در دوران مدرن ادامه داشت، برجسته‌ترین آن توسط رژیم‌های ناسیونالیستی عرب عراق، سوریه، سودان، موریتانی، الجزایر و لیبی انجام می‌گیرد و انطباق و جایگزینی و تغییر هویت و فرهنگ جوامع و مردم غیر عرب به فرهنگ و هویت عربی اجرا می‌شود.
پس از پیدایش اسلام در حجاز ، فرهنگ و زبان عربی در خارج از شبه‌جزیره عربستان با فتح، تجارت و روابط متقابل بین اعضای جمعیت محلی غیر عرب و عرب‌های شبه‌جزیره گسترش یافت. زبان عربی در این مناطق به عنوان زبان فراسوی فعالیت کرد و گویش شکل گرفت. اگرچه یمن به طور سنتی به عنوان وطن اعراب برشمرده می‌شود، بیشتر مردم یمن در حقیقت قبل از گسترش اسلام، به عربی قدیمی صحبت نمی‌کردند، بلکه در عوض زبان آنان زبان‌های سامی جنوبی بود. تأثیر زبان عربی نیز در بسیاری از کشورهایی که فرهنگ آنها تحت تأثیر اسلام بوده‌است، عمیق بوده‌است. زبان عربی منبع اصلی واژگان برای زبان‌های مختلف بود. این روند بین قرن ۱۰ و ۱۴، به نقطه اوج فرهنگ عربی رسید و گرچه بسیاری از کلمات عربی از آن زمان استفاده نشده‌است، اما هنوز هم بسیاری از آن‌ها باقی مانده‌اند.

## گسترش اولیه عرب در خاور نزدیک
پس از اسکندر مقدونی، پادشاهی نبطیان پدید آمد و منطقه‌ای را در بر گرفت که از شمال عربستان تا جنوب سوریه امتداد داشت. سابق نشات گرفته از شبه‌جزیره عربستان، که تحت تأثیر فرهنگ قبلی آرامی قرار گرفت، فرهنگ عبری همسایه پادشاهی هسمونی و همچنین فرهنگ‌های هلنی در منطقه (به ویژه با مسیحی شدن نبطی‌ها در سده سوم و چهارم) زبان عربی پیش از مدرن توسط نبطی‌ها ایجاد شد، که الفبای نبطی را ساخت که پایه و اساس مدرن خط عربی شد. زبان نبطی، تحت تأثیر سنگین عرب، با زبان عربی ادغام شد.
اعراب غسان آخرین مهاجرت ستیزی غیر اسلامی به شمال از  یمن در اواخر دوره کلاسیک بودند. آنها  مسیحی ارتدکس یونان و مشتری‌های امپراتوری بیزانس بودند. آنها به شام رسیدند که جمعیت کاملاً عربی داشت. آنها در ابتدا در منطقه حران مستقر شدند و سرانجام در سراسر شام (لبنان  ، فلسطین و اردن) گسترش یافتند ، و به طور خلاصه فرمانداری بخش‌هایی از سوریه و اردن را دور از نبطیان تأمین کردند. پادشاهی عرب لخمی ها عرب توسط قبیله بنی لخم تأسیس شد که در قرن ۲ از  یمن مهاجرت کرد و تحت مدیریت بنو لخم بود ، از این رو نامی به آن داده شد. آنها دین کلیسای شرق را تأسیس کردند که در آشور تاسیس شد / Asōristān ، مخالف مسیحیت ارتدکس یونان غسانیان ، و مشتری‌های امپراتوری ساسانی بودند. بیزانسی‌ها و ساسانیان از غسانان و لخمیدها برای جنگ با پروکسی در عربستان علیه یکدیگر استفاده کردند.

## تاریخچه عربی‌سازی

### عربی‌سازی درساحل صحرا

Baggara belt

- مقاله اصلی : مردم بقاره

## عربی‌سازی در دوران معاصر

نقشه وضعیت زبان عربی
زبان رسمی
یکی از زبان‌های رسمی، زبان اکثریت
یکی از زبان‌های رسمی، زبان اقلیت

- مقاله اصلی : ملی‌گرایی عربی

### عربی‌سازی در سودان
با وجود حضور قدرتمند مسلمانان و اعراب در سودان، جنوب این کشور دارای اکثریت روح‌باورها و مسیحیان بود. در رفراندوم ۲۰۱۱ خودگردانی سودان جنوبی، این بخش از سودان جدا شد. همچنین در جنگ دارفور، مردم فور (Fur people) و مردم زقاوا (Zaghawa people)  و مردم ماسالیت (Masalit people) مورد ستم دولت سودان قرار گرفتند. در این حوادث اتحادیه عرب از عمر حسن البشیر در برابر حکم بازداشت بین‌المللی که توسط دیوان بین‌المللی کیفری، برای استرداد او صادر شد، حمایت کردند.

### عربی‌سازی در عراق
در عراق صدام حسین بسیاری از کردها را در عملیات انفال قربانی کرد.

### عربی‌سازی در مالزی
در سال‌های اخیر دولت مالزی به دنبال عربی‌سازی این کشور بوده است.

## وارونه‌سازی عربی‌سازی

پرچم چندزبانه نیروهای دموکراتیک سوریه expresses the polyethnic agenda of the faction in the Syrian Civil War as opposed to Arabization policies.

### تاریخی

#### اندلس
در تاریخ اسپانیا و پرتغال Reconquista (بازپس‌گیری اندلس) دوره‌ای است که تغییرات فرهنگی اعراب واگردانی شد.

#### مالت
درگیری‌های مالت (Norman invasion of Malta) نیز در راستای عربی‌زدایی بود.

### امروزی
1. در ۱۹۲۹ الفبای لاتین در کشور ترکیه شناسانده شد و جایگزین ابجد عربی، به عنوان بخشی از ساماندهی آتاترکی شد.
2. در ۱۹۴۸ اسرائیل در یک منطقه سابقاً عربی بنیان‌گذاری شد.
3. در ۲۰۱۱ جدایی سودان جنوبی از برنامه عربی‌سازی سودان.
4. استقرارات اخیر سازمان‌های کردی در میان‌رودان مانند کردستان عراق و فدراسیون چند فرهنگی دموکراتیک سوریه شمالی.
5. بربرگرایی‌های اخیر در الجزایر، مراکش و مالی در مخالفت با پان‌عربیسم.
6. روی‌آوری به پارسی سره در ایران.
7. عربی‌سازی مردم مالایی توسط سلطان ابراهیم اسماعیل جوهور در مالزی مورد چالش قرار گرفته‌است.
8. زدودن معماری عربی از مسجدها در چین.[۹]

در حالی‌که اعقاب شجره‌نامه‌ای مادریِ کشورهای عربی به شدت ناهمگون است، در اعقاب شجره‌نامه‌ای پدری تک‌گروه J کروموزوم Y، تاریخ کشورگشایی‌های عربی پی‌گیری می‌شود.

## زبان‌های رایج غیرعربی
از ۲۲ کشور عربی، ۸ کشور بیش از یک زبان رسمی (علاوه بر عربی) دارند و ۱۹ کشور هم علاوه بر زبان‌های رسمی، زبان‌های مهم و پر گویش دیگری هم دارند.
| ردیف   | نام کشور | زبان رسمی دیگر            | سایر زبان‌های مهم رایج                                                                                       |
| آفریقا | آفریقا   | آفریقا                    | آفریقا |
| ------ | -------- | ------------------------- | --- |
| ۱      | الجزایر  | زبان بربری (زبان آمازیغی) | زبان فرانسوی در تجارت و آموزش                                                                               |
| ۲      | مراکش    | زبان بربری (زبان آمازیغی) | زبان فرانسوی در اسناد دولتی                                                                                 |
| ۳      | لیبی     | -                         | زبان بربری (زبان آمازیغی)                                                                                   |
| ۴      | تونس     | -                         | زبان بربری (زبان آمازیغی)، زبان فرانسوی در تجارت و آموزش                                                    |
| ۵      | مصر      | -                         | زبان قبطی (زبان مذهبی مسیحیان)، زبان دومری، زبان نوبی (زبان قدیم مردم حبشه)                                 |
| ۶      | سومالی   | زبان سومالیایی            | - |
| ۷      | جیبوتی   | زبان فرانسوی              | زبان سومالیایی و زبان عفار به عنوان زبان‌های ملی                                                             |
| ۸      | سودان    | زبان انگلیسی              | زبان نوبی (زبان قدیم مردم حبشه)، زبان فور در دارفور، زبان دومری توسط کولی‌ها، زبان قبطی (زبان مذهبی مسیحیان) |
| ۹      | موریتانی | -                         | زبان پولار، زبان سونینکه و زبان ولوف به عنوان زبان‌های ملی، زبان فرانسوی                                     |
| ۱۰     | کومور    | زبان فرانسوی، زبان قمری   | - |
| آسیا   |          |                           | |
| ۱۱     | عراق     | زبان کردی                 | زبان ترکی، زبان آشوری، زبان فارسی، زبان ارمنی                                                               |
| ۱۲     | عربستان  | -                         | زبان اردو (کارگران پاکستانی)، زبان روهینگیا (کارگران بنگلادشی)، زبان تاگالوگ (کارگران فیلیپینی)             |
| ۱۳     | یمن      | -                         | زبان مهری، زبان سوکوتری، زبان انگلیسی                                                                       |
| ۱۴     | عمان     | -                         | زبان بلوچی، زبان هندی، زبان اردو، زبان کمزاری، زبان شهری (زبان جبالی)                                       |
| ۱۵     | امارات   | زبان انگلیسی              | زبان اردو، زبان هندی و زبان فارسی به عنوان زبان‌های ملی                                                      |
| ۱۶     | قطر      | -                         | زبان انگلیسی (زبان تأیید شده)، زبان اردو، زبان هندی                                                         |
| ۱۷     | بحرین    | -                         | زبان اردو، زبان فارسی                                                                                       |
| ۱۸     | کویت     | -                         | زبان انگلیسی (در تجارت)، زبان فارسی (عجم‌های کویت)، زبان اردو                                                |
| ۱۹     | سوریه    | -                         | زبان کردی، زبان ارمنی، زبان ترکی، زبان آشوری                                                                |
| ۲۰     | اردن     | -                         | زبان ارمنی، زبان چرکسی                                                                                      |
| ۲۱     | لبنان    | -                         | زبان ارمنی، زبان فرانسوی                                                                                    |
| ۲۲     | فلسطین   | -                         | - |
| کل     | ۲۲       | ۸ کشور                    | ۱۹ کشور |

## یادداشت
1. ↑  مشارکت‌کنندگان ویکی‌پدیا. "عه‌ره‌باندن" (به کردی مرکزی).
2. ↑  مشارکت‌کنندگان ویکی‌پدیا. «تعریب (سیاسة)».
3. ↑  مشارکت‌کنندگان ویکی‌پدیا. «Arabization».
4. ↑  Reynolds, Dwight F. (2 April 2015). The Cambridge Companion to Modern Arab Culture. Cambridge University Press. ISBN 9780521898072.
5. ↑  Nebes, Norbert, "Epigraphic South Arabian," in Uhlig, Siegbert, ed. Encyclopaedia Aethiopica (Wiesbaden: Harrassowitz Verlag, 2005), p. 335
6. ↑  Leonid Kogan and Andrey Korotayev: Sayhadic Languages (Epigraphic South Arabian) // Semitic Languages. London: Routledge, 1997, p[. 157-183.
7. ↑  https://www.japantimes.co.jp/news/2017/12/23/asia-pacific/arabization-malaysian-religion-culture-comes-spotlight/#.XqZJPs17nIU
8. ↑  https://www.theedgemarkets.com/article/against-grain-arabisation-and-malay-identity
9. ↑  «China's new campaign to make Muslims devoted to the state rather than Islam». Los Angeles Times (به انگلیسی). ۲۰۲۰-۱۱-۲۰. دریافت‌شده در ۲۰۲۳-۱۰-۲۲.